# Isépy

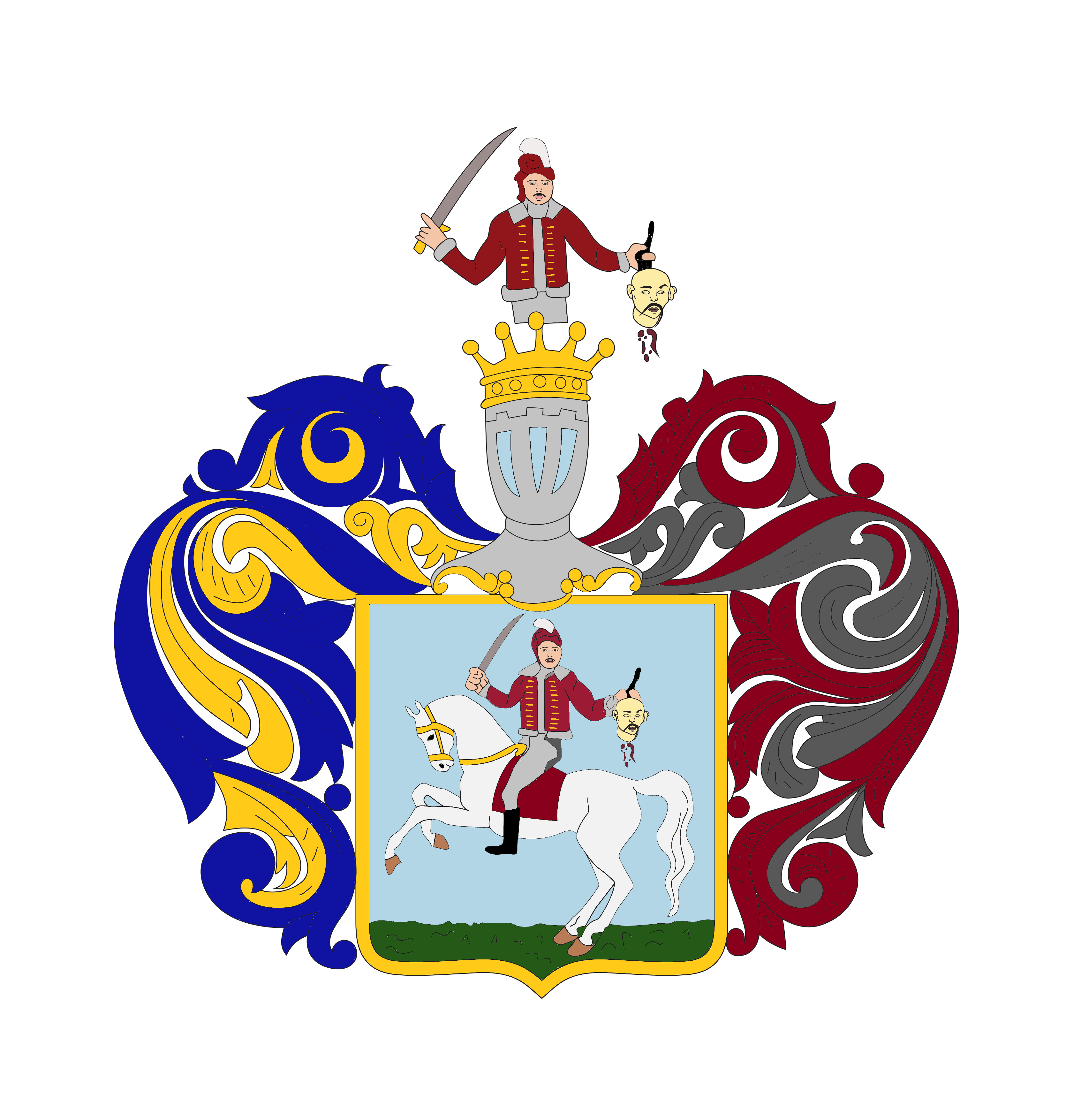
Lo stemma degli Isépy.

La famiglia Isépy (in latino gens de [Magyar-]Isép) è una delle più antiche famiglie nobili ancora esistenti in Ungheria. La loro sede ancestrale fù il villaggio di Magyarizsép (dal Trattato di Trianon, Cecoslovacchia e dal 1993 Slovacchia; slovacco: Nižný Žipov).
Il nome compare in varie forme, come Izsépy o Isepi, e nei documenti medievali come de Isep(h)/de Isip/de Isyp. La variante ufficiale “Isépy” è la forma arcaica del foneticamente corretto “Izsépy”. Etimologicamente il nome risale al greco Εὐσέβειος o alla forma latina Eusebius, entrata nell'ungherese come Özséb, o, più probabilmente, al nome Iosephus o Joseph (József), Giuseppe.
Gli Isépy, menzionati per la prima volta nel 1229 secondo il Codex diplomaticus Hungariae di Fejér (1834) appartengono all'antica nobiltà ungherese. Provengono dal clan Bogát-Radvány (nemzetség, genus), i quali, almeno secondo la Gesta Hunnorum et Hungarorum (1282–1283) del cronista ungherese Simon Kézai, non giunsero in Ungheria dall'est durante la cosiddetta conquista ungherese, ma provenivano dalla Boemia. I Bogát-Radvány erano presenti dall' XI. secolo nella zona dei Monti Tokaj. Metà del XIII secolo dal clan Bogát-Radvány emersero sei famiglie: i Cselejy, i Monoky, i Rákóczi e tre rami degli Isépy (Bogáth/Péter/Stanch). Ad eccezione del ramo Stanch degli Isépy, al quale gli attuali membri della famiglia risalgono, tutti gli altri si estinsero prima o poi. L'antenato del ramo Stanch fu Sztáncs (Stanch) di Isép (inizio del XIII. secolo), il cui nome si ritrova nell'odierna Isztáncs (in slovacco Stanča). 

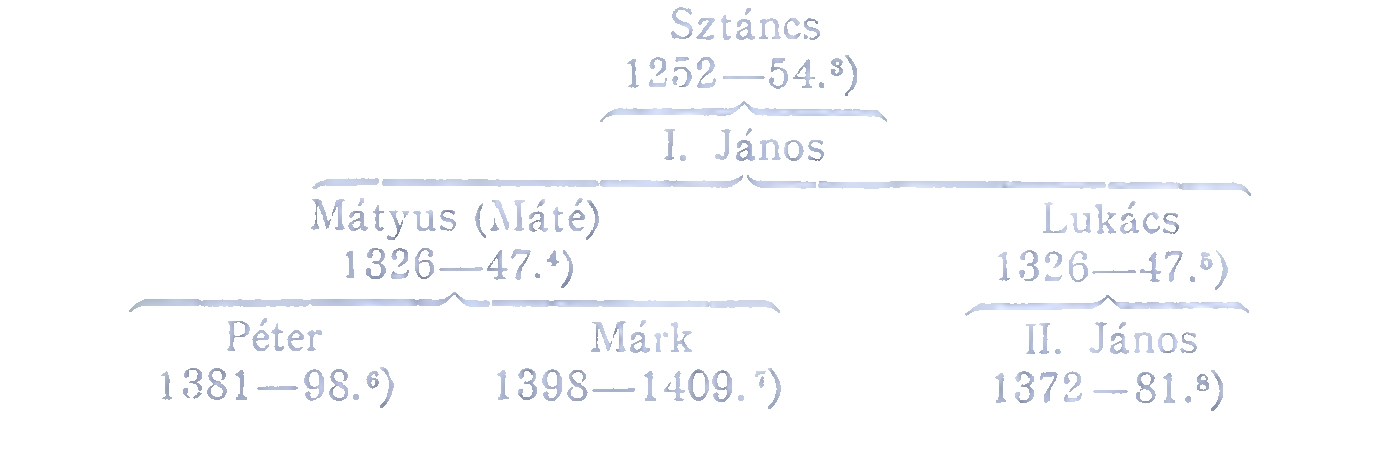
I discendenti di Stáncs di Isép (Karácsony 1900, p. 256)

Apparentemente non ebbe un solo figlio, Giovanni (János), menzionato nella letteratura, ma secondo un documento del 29 agosto 1295 ebbe anche un altro discendente diretto, Giacomo, il cui figlio si chiamava Michele (Mihály) (comes Jacobus filius Stanch de Isep et Mychael filius eiusdem ).I membri della famiglia sono menzionati in documenti del XIII/XIV secolo con il titolo di comes (letteralmente 'conte'), giuppano (ungherese: Ispán). Nel XIV/XV. secolo, la famiglia degli Isépy possedeva 42 villaggi nella contea di Zemplén.
Diversi membri degli Isépy erano vicini al re Sigismondo di Lussemburgo (1368-1437) e sono menzionati come suoi confidenti (fideles). In un decreto emesso dal re Sigismondo il 12 ottobre 1396 a Visegrád e mandato al monastero premostratense di Lelesz, Andrea (András) Isépy (prima del 1385-dopo il 1414), figlio di Paolo (Pál) (menzionato nel 1328 e nel 1351) della linea Peter della famiglia Isépy, è nominato burgravio (maior castri) del castello di Füzér. Pietro (Péter) Isépy (menz. 1381/1409), figlio di Mátyus I., magister, senza discendenza, ricevette come fidelis di re Sigismondo nel 1403 il diritto della libera eredità.
Nel giro di pochi decenni nella seconda metà del XV. secolo gli Isépy persero la maggior parte delle loro terre. L'assassinio di Miklós Ráskay da parte di László Isépy nel 1466, insieme a Benedikt Gávay e Peter Maszthay, potrebbe essere stato fatale in questo senso. Nel censimento dei servi della gleba del 1598, gli Isépy sono già elencati tra le famiglie nobili meno abbienti che erano proprietarie solo di più di dieci famiglie di servi.La storia degli Isépy è ben documentata nei secoli successivi, ma i membri della famiglia hanno avuto poco ruolo nella vita pubblica fino al XIX secolo. Fino all'inizio del XX secolo e in parte fino ai decreti Beneš, gli Isépy possedevano terreni fra l'altro a Magyarizsép, Barancs, Homenau, Szinna, Éralja, Oroszsebes, Kistoronya, Céké e Trebischau.

## Stemma
Un cavaliere vestito di rosso si erge su uno scudo blu, montato su un cavallo bianco. Nella mano destra, brandisce una spada sguainata, mentre nella sinistra tiene una testa mozzata.

## Varia
Gli Isépy sono menzionati più volte nel romanzo di Kálmán Mikszáth "Uno strano matrimonio". Nell'opera teatrale di Magda Szabó del 1966 “L'eredità di Fanni”, basata sul romanzo d'amore di József Kármán (1769-1795) pubblicato nel 1794, ha come protagonista la giovane e tragica Fanni Izsépy.